# Exostema lancifolium
Exostema lancifolium är en måreväxtart som beskrevs av Attila L. Borhidi och Julián Baldomero Acuña Galé. Exostema lancifolium ingår i släktet Exostema och familjen måreväxter. Inga underarter finns listade i Catalogue of Life.